# Jan Špaček
Jan Špaček (* 20. ledna 1999 Kroměříž), je český satirický[zdroj?] youtuber a komik známý především pro své satirické rozhovory s českými politiky.

## Život a kariéra
Narodil se v roce 1999 v Kroměříži. Po absolvování základní školy a dokončení čtyřletého studia na Arcibiskupském gymnáziu v Kroměříži začal v roce 2018 studovat politologii na Fakultě sociálních studií Masarykovy univerzity v Brně. V oboru získal bakalářský titul se závěrečnou prací Ideový svět Václava Klause v konfrontaci s pandemií koronaviru vedenou Lubomírem Kopečkem.

### Působení na sociálních sítích
Na počátku roku 2021 začal tvořit krátká videa na platformu TikTok. V září 2021, krátce před volbami do Poslanecké sněmovny v roce 2021, poté založil kanál na platformě YouTube s názvem FABULACE Jana Špačka. Na něm začal zveřejňovat satirické rozhovory s předními českými politiky. Hostem v prvním videu byl předseda hnutí Přísaha Robert Šlachta. V dalších rozhovorech se objevili mimo jiné předseda hnutí STAN Vít Rakušan, předsedkyně TOP 09 Markéta Pekarová Adamová, tehdejší ministryně financí Alena Schillerová nebo volební lídr uskupení Volný blok Lubomír Volný.
Aktivní byl rovněž před prezidentskými volbami v roce 2023, když dělal satirické rozhovory s řadou předních kandidátů, konkrétně s Petrem Pavlem, Andrejem Babišem, Pavlem Fischerem, Markem Hilšerem, Karlem Divišem a Karlem Janečkem, který nakonec kandidovat nemohl. V rozhovorech pokračoval i po prezidentských volbách, kdy se v nich objevili například bývalý premiér a předseda ČSSD Jiří Paroubek, bývalá kandidátka v prezidentských volbách Danuše Nerudová, bývalý předseda TOP 09 a europoslanec Jiří Pospíšil nebo bývalý předseda Strany zelených Matěj Stropnický. Natočil také několik videí z různých demonstrací. Při příležitosti výročí sametové revoluce v listopadu 2023 rozdával politikům Šampón Václava Havla.
Na rozhovory se dle svých slov pečlivě připravuje a neimprovizuje v nich. Nemá rád tvorbu youtubera Kovyho.
Vlastní také YouTube kanál s názvem Jan Špaček, na kterém zveřejňuje od roku 2019 mimo jiné klipy z rozhovorů s politiky. V roce 2020 režíroval studentský film s titulem Jarek rok jedna. Také zde vydal video s názvem "Sólo na hrnek (Pocta Milanu Buričinovi)", kde vytváří homáž na video youtubera Milana Buričina na jeho YouTube kanále buricin s názvem "Sólo pro prádelní hrnec". Podle původního videa Špaček pravděpodobně vygeneroval pomocí programu Suno, který vytváří hudbu za pomoci umělé inteligence, video "Sólo na hrnek (Ai hudba)", které se následně rozšířilo jako internetový mem. Je aktivní také na sociálních sítích X a Instagram. Nejvíce sledujících má na platformě s krátkými videi TikTok.

### Mediální zájem
Pozornost médií na sebe svými rozhovory upoutal na konci léta a během podzimu roku 2022.
Například prvního místopředsedy hnutí ANO se ptal na jeho názor na felaci (přičemž v té době médii rezonovala vzrůstající inflace). Bývalého premiéra Babiše pak přirovnal k Václavu Havlovi. Řešil s ním pak také to, že má údajně postavu ve tvaru hrušky nebo mu představil hračku fidget spinner. Uvedl také, že politici jsou dle jeho názoru lepší lidé než zbytek populace a že jako jediný zná pravdu o kauze Čapí hnízdo. Prezidentského kandidáta Petra Pavla se ptal, kolik ve službě zabil lidí a řešil s ním například také co by se stalo, kdyby měl ve funkci miminko. S Pavlovým protikandidátem Karlem Divišem pak hovořil o existenci UFO. Sám Špaček uvedl, že by si přál, aby předvolební období trvalo věčně. V rozhovoru pro stanici Evropa 2 řekl, že jeho prvními slovy po narození byla slova Miloš Zeman.
V souvislosti s nástupem Petra Pavla do funkce prezidenta České republiky se o něm spekulovalo jako o možném mluvčím pro mladé.
Ministr vnitra Vít Rakušan v první čtvrtině roku 2024 jezdil na tzv. Debaty bez cenzury do míst, kde měla pětikoalice a STAN nízké preference. Na besedě dne 4. března 2024 se Jan Špaček přihlásil s příspěvkem, v němž upozorňoval na nutnost pravidelného vyšetření prostaty u mužů. Na téže besedě vystoupil také „obrácený dezolát“, tedy důchodce, který tvrdil, že přišel ministrovi vyčinit, ale nakonec si s ním dojatě potřásl rukou. O týden později, 11. března 2024, se Jan Špaček na kanále Fabulací přiznal, že tuto scénku zrežíroval. O další dva týdny později, 26. března 2024, si tohoto odhalení náhle všimla řada významných médií.
V červnu 2025 Jan Špaček oznámil na svých sociálních sítích, že navždy končí s politickým obsahem. Tento krok zdůvodnil svou nedostatečnou snahou změnit českou politiku k lepšímu. Uvedl také, že před volbami do Poslanecké sněmovny 2025 uspořádá poslední čtyři debaty, po volbách pak údajně politická videa nadobro přestane natáčet.